# 郝德元
郝德元（1915年—2012年），男，北京人，中国教育和心理统计学家。北京师范学院教授。

## 生平
1915年生于北京。父亲郝寿臣是京剧表演艺术家。郝德元就读于辅仁大学教育系，1938年毕业。论文是《白话文度基的编制》。全面抗日战争期间，他加入了华北文化教育协会，曾在天津一小学负责教务工作。1944年春遭到日寇宪兵的搜捕，于是弃家辗转赴往重庆。秋天开始在重庆南开中学担任教师。
1948年，郝德元取得美国纽约大学入学许可书和助学金。1950年取得文学硕士学位，1955年取得教育学博士学位。1956年回国，历任北京师范学院心理学副教授，教授。1989年被国家人事部授予“早期归国有突出贡献专家称号”。1990年退休。
2003年，90岁的郝德元将自己多年的积蓄10万元人民币捐献给第三届“中国儿童慈善活动日”。
2012年2月1日上午9时在北京同仁医院逝世，享年97岁。

## 出版物
著有《教育与心理统计》《教育统计学》《教育科学研究法》《心理研究实验设计统计原理》《特殊教育》等教材和专著。